# Чосон
Чосон (кит.: 朝鮮; кор. 조선; яп. 朝鮮 або яп. 李氏朝鮮; 1392–1897) — корейська династія і держава на території Корейського півострова. Офіційна назва — Велике Королівство Чосонів (кор. 대조선국, кит. 大朝鮮國) — цю назву дав колишньому Корьо генерал Лі Сонґє, після того, як захопив владу і стратив обох попередніх правителів. Керувалася ванами з роду Лі. Наприкінці ХІХ століття посилився японський тиск. Останній ван Чосону Коджон намагався зберегти державу і провести реформи; впроваджуючи їх змінив назву країни на Корейська імперія 1897 року, що була остаточно анексована Японією в 1910 році.

## Загальні відомості
Встановлення династії Чосон відбулося у результаті повалення династії Корьо, залежної від промонгольської династії Юань, представниками промінської опозиції на чолі з Лі Сонґє (І Сон Ге). Назва династії відсилала до стародавнього царства Чосон, яке передувало Корьо (див. Кочосон).
На півночі Чосон мав суходільний кордон із китайською імперією Мін (з 1644 Цін), по річках Ялуцзян і Туманна, а на півдні — морський кордон з Японією, по Західному проходу Корейської протоки і Японському морю.
Півтисячолітня доба правління династії Чосон позначилася значним впливом сусіднього Китаю на всіх сторонах життя корейського суспільства: чосонські вани були данниками китайського імператора, державною ідеологією Чосону було проголошено китайське конфуціанство, а головним торговельним партнером країни також був Китай. Попри це корейці Чосону змогли розвинути власну оригінальну культуру, зокрема винайти корейську абетку хангиль.
Напади японців і чжурчженів на Корею наприкінці 16 — першій половині 17 століття ослабили її і змусили чосонське керівництво дотримуватися ізоляціоністської політики. На кінець 18 століття ця політика призвела до гальмування корейської економіки, зростання соціального напруження і технологічного відставання Чосон від передових держав світу.
У 1893—1894 роках почався революційний рух під керівництвом партії Тога-куто, що змусило корейського короля звернутися за допомогою до Китаю. Китайський уряд відправив своє військо у Корею, на що Японія відповіла відправленням своїх військ. Почалася Японсько-Китайська війна 1894—1895 років. У 1894 році Японська імперія, після переможної війни з Китаєм, почала проводити експансіоністську політику на сході континенту. Корея, що знаходилася під управлінням династії Чосон та переживала занепад, являла собою зручний плацдарм для зміцнення позицій Японської імперії в регіоні. Після Сімоносекського договіру Японська імперія отримала контроль над півостровом Ляодун, що викликало стурбованість Російської імперії, оскільки представляло загрозу її інтересам на Далекому Сході. Остання, з часом, привернула на свій бік Німецьку імперію та Французьку республіку. Під тиском цих трьох держав Японська імперія відмовилася від півострова, але почала відігравати головну роль в Кореї, зайнявши місце Китаю, підтримкою якого користувався королівський двір Кореї. У 1895 році, у результаті отриманої перемоги в японсько-цінської війни Велика імперія Чосонів отримала повну незалежність від імперії Цін, але водночас потрапила під контроль японського уряду.
Дружина короля Коджона, королева Мін, допомагала боротьбі проти японського тиску. 8 жовтня 1895 вона була жорстоко вбита японськими солдатами під командуванням Міури Горо. Більшість вчених вважає, що Міура діяв за вказівкою когось із високопоставлених японських чиновників.
Після смерті дружини король Коджон у 1896 році сховався в російському посольстві в Сеулі. З цього часу японське втручання у внутрішню політику Кореї стало повсюдним і дуже глибоким. На ключових посадах у державі стояли або японці, або прояпонськи налаштовані місцеві чиновники. Корейська влада перестала контролювати ситуацію в країні. Набирав силу рух за незалежність Кореї.
У спробах врятувати політичну ситуацію в країні король Коджон проголосив Корею імперією та оголосив про початок нової епохи Кванму (кор.광무, 光武). Себе він оголосив першим імператором Кореї. Однак, де-факто імперський уряд був нездатний контролювати ситуацію в країні, що призвело до анексії Кореї Японською імперією в 1910 році.

## Міжнародні зв'язки
Протягом тривалого часу існування корейської держави Чосон, головні свої зовнішньополітичні контакти вона тримала з Китаєм часів правління династії Мін та Цін, а також Японією часів сьоґунатів, та створеної Японської Імперії після реставрації Мейдзі.

### Міжнародні зв'язки з Японією
Більш детально  "Місії Чосон до Японії", 

### Міжнародні зв'язки з Китаєм
Більш детально: "Китайсько-корейський договір 1882 року."

## Політична історія
- Хангиль
- Японсько-корейська війна 1592–1598
- Корейсько-чжурчженська війна
- Японсько-цінська війна 1894–1895
- Корейська імперія 1897–1910

## Адміністративний поділ
- Провінції (кор. 道, 도, до)

| № | Провінція | Корейською    | Центр         |
| - | --------- | ------------- | ------------- |
| 1 | Канвон    | 江原道 강원도 | Вонджу        |
| 2 | Кьонгі    | 京畿道 경기도 | Хансон (Сеул) |
| 3 | Кьонсан   | 慶尙道 경상도 | Тегу          |
| 4 | Пхьонан   | 平安道 평안도 | Пхеньян       |
| 5 | Хамгьон   | 咸鏡道 함경도 | Хамхин        |
| 6 | Хванхе    | 黃海道 황해도 | Хеджу         |
| 7 | Чолла     | 全羅道 전라도 | Чонджу        |
| 8 | Чхунчхон  | 忠淸道 충청도 | Конджу        |

- Староства (кор. 牧, 목, мок)

## Освіта
- Сонгюнгван — найвищий навчальний заклад для виховання цивільних чиновників-конфуціанців.

## Міжнародні відносини
- Посольство подяки
- Чосонські посольства до Японії
- Канхваський договір 1876

## Влада

### Центральна
- Ван — верховний правитель.
- Державна Рада (головний урядовий орган).
  - Йонийджон — Голова державної ради.
- Шість міністерств:
  - Міністерство війни (військові справи)
  - Міністерство дворів (облік населення і фінанси)
  - Міністерство покарань (судочинство)
  - Міністерство ремесел (економіка)
  - Міністерство церемоній (церемонії та іноземні справи)
  - Міністерство чиновників (кадрові питання)
- Ийгимбу — Державний суд.
- Три відомства:
  - Рада інспекторів (нагляд за чиновниками)
  - Палата цензорів (нагляд за ваном)
  - Інститут текстів (центр вивчення неоконфуціанства, державний архів, дорадчий орган вана)

### Провінційна
- Наглядачі (觀察使, 관찰사, гванчхальса) — голови 8 провінцій, чиновники 2-го молодшого рангу.
- Старші (府尹, 부윤, буйон) — голови 5 особливих міст (府, 부), чиновники 2-го молодшого рангу.
- Староста (牧使, 목사, мокса) — голови 20 староств, чиновники 3-го молодшого рангу.
- Повітові (郡守, 군수, гунсу) — голови 80 повітів (郡, 군), чиновники 4-го молодшого рангу.
- Старші (縣令, 현령, хьонрьон) і молодші волосні (縣監, 현감, хьонгам) — голови волостей (縣, 현), чиновники 5-го і 6-го молодшого рангу.

Кожен повіт і волость керувалася чиновниками, що призначалися центральним урядом. Янбани повіту були службовцями повітових управ. Для перевірки провінційної влади центральний уряд інколи висилав таємних ревізорів (暗行御史, 암행어사) — молодих чиновників низького рангу, що мали повноваження звільняти корумпованих посадовців.

### Політичні фракції
- Хунгу
- Сарім
  - Західна фракція
  - Східна фракція
    - Північна фракція
    - Південна фракція

## Військо

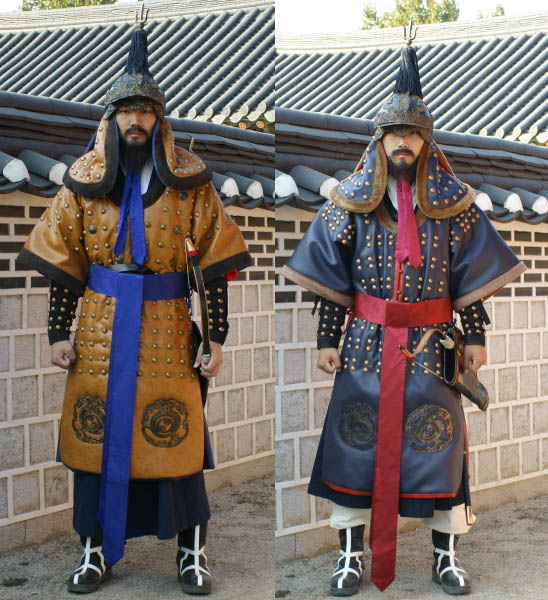
Офіцери-лучники династії Чосон.

Військо династії Чосон було побудовано за зразком корьоських військ. Основні збройні сили поділялися на П'ять гвардій, розміщених у провінціях: Передня гвардія квартирувалася в Чолла, Задня гвардія — в Хамгьон, Ліва гвардія — в Кьонсан, Права гвардія — в Пхьонан, а Середня гвардія — в центральних провінціях Хванхе, Кьонгі, Канвон і Чхунчхон. Кожна з гвардій мала свої власні сухопутні армії та флоти. Вони поділялися на «ліві» та «праві», а їх кількість визначалася стратегічною доцільністю. В Сеулі постійно розташувалася Ванська гвардія для захисту столиці..
Усіма військовими справами завідувало Міністерство війни. Командування збройними силами здійснював Генеральний штаб П'яти гвардій, розташований в Сеулі. Командири армій та флотів завжди перебували в столиці з метою профілактики військового перевороту. Рівень підготовки офіцерів був низький — надавалася перевага підготовці першокласних воїнів-лучників, а не тактиків чи стратегів, що могли керувати підрозділами. Військова служба вважалася не престижною; як правило офіцерами ставали ті шляхетні особи, які з певних причин не змогли успішно скласти іспити на посаду цивільного урядовця. Відмінностей в підготовці офіцерів армії та флоту не існувало. Корупція, продаж посад і земляцтво були звичними явищами. Переміщеннями військових керували цивільні особи.
В Чосоні діяла система загальної військової повинності. До війська набирали усіх здорових чоловіків за винятком шляхтичів. На початку існування династії дійсна армія і флот нараховували 200 тисяч вояків. У випадку кризи влада могла виставити додаткові 400 тисячі вояків резерву. Проте на 16 століття, через погане управління військом, систему відкупу від служби та корупцію офіцерства, збройні сили скоротилися втричі. Основою зброєю вояків був двогострий меч, лук, спис; рідше — булава, алебарда, тризубець. Обладунки були шкіряні й використовувалися лише вищими командирами. Ручна вогнепальна зброя майже не використовувалася. На флоті широко застосовувалися гармати 4 типів, розривні гранати, 2 види мортир. Основою армії була піхота (лучники і списники), основою флоту — кораблі типу пханоксон. Під час війни з японцями використовувалися унікальні броненосці «кораблі-черепахи».
В країні також існувала система замків та фортець, розташованих вздовж північного кордону для захисту від кочовиків, а також південного узбережжя півострова, в районі частих нападів японських піратів.